# Glyoxal
Glyoxal eller oxalaldehyd (systematiskt namn etandial) är den enklaste dialdehyden och har formeln C2H2O2.

## Framställning
Industriellt framställs glyoxal vanligen genom oxidation av glykol (C2H4(OH)2) i gasform med silver eller koppar som katalysator.
{\displaystyle {\rm {C_{2}H_{4}(OH)_{2}+O_{2}\rightarrow C_{2}H_{2}O_{2}+2\ H_{2}O}}}
För laboratoriebruk är det enklare att oxidera acetaldehyd (CH3CHO) med selensyrlighet (H2SeO3) som katalysator.
{\displaystyle {\rm {CH_{3}CHO+O_{2}\rightarrow C_{2}H_{2}O_{2}+H_{2}O}}}

## Användning
Glyoxal används som bindemedel mellan polymerer (så kallad retikulation) och vid papperstillverkning och garvning av läder. Den förekommer huvudsakligen som 40-procentig lösning i vatten.